# Vera (Almería)

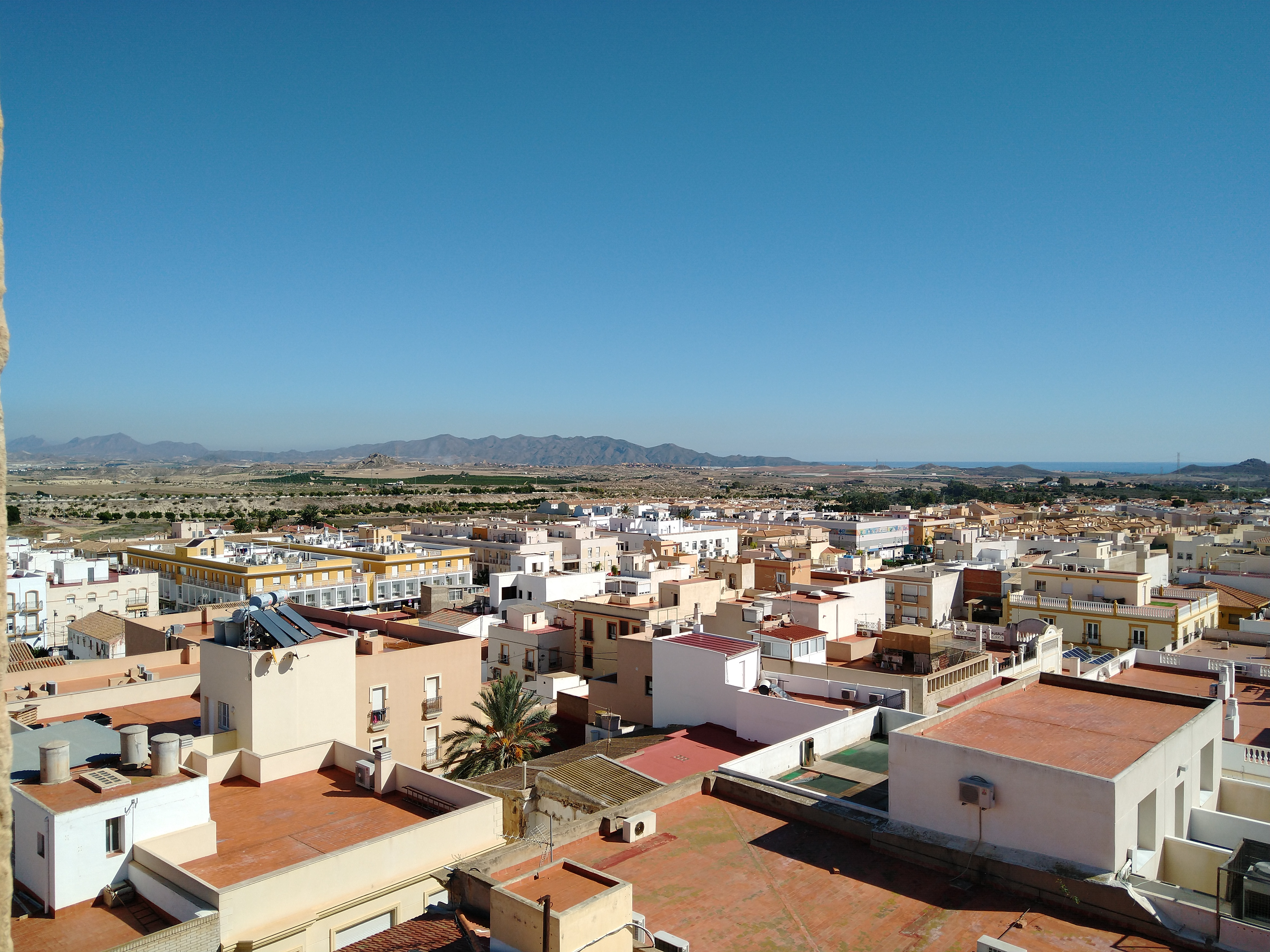
Vista de la localidad

Vera es una localidad y municipio español situado en la parte oriental de la comarca del Levante Almeriense, en la provincia de Almería. A orillas del mar Mediterráneo, Vera limita con los municipios de Cuevas del Almanzora, Antas, Los Gallardos, Turre, Mojácar y Garrucha.

## Toponimia
Al nombre de Vera se le supone una procedencia púnica, Baria, topónimo que fue mantenido por romanos y que árabes y mozárabes transmitieron adaptándolo a su fonética como Baira. En la literatura del siglo XV aparece ya con su grafía actual.

## Geografía

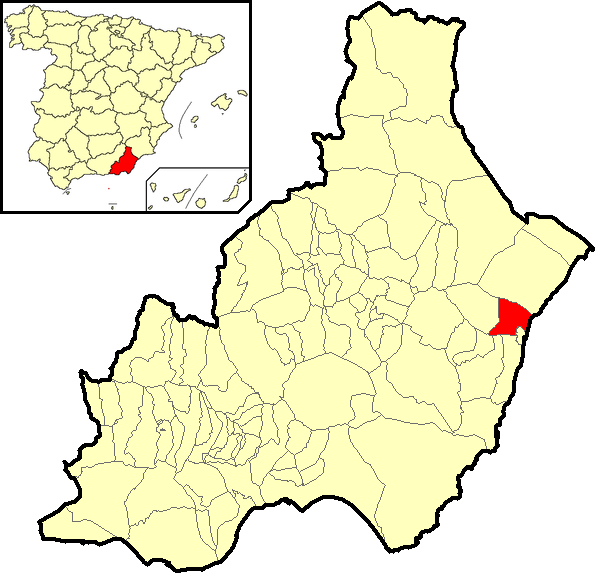
Extensión del municipio en la provincia de Almería

Integrado en la comarca del Levante Almeriense, se sitúa a 86 kilómetros de la capital provincial.
El relieve del municipio se caracteriza por una suave pendiente que desciende desde las sierras cercanas hacia el mar. En cuanto a la hidrografía, destaca el río Antas, cuya cuenca comprende una serie de ramblas, entre las que sobresale la rambla Nuño del Salvador. En el norte del término existen también pequeñas ramblas y barrancos de escasa importancia desde el punto de vista hidrográfico. La altitud oscila entre los 193 metros (El Hacho) y el nivel del mar. El pueblo se alza a 102 metros sobre el nivel del mar.
| Noroeste: Cuevas del Almanzora | Norte: Cuevas del Almanzora         | Nordeste: Cuevas del Almanzora |
| Oeste: Antas                   |                                     | Este: Mar Mediterráneo         |
| Suroeste: Los Gallardos        | Sur: Los Gallardos, Turre y Mojácar | Sureste: Garrucha              |

### Riesgos naturales
El municipio de Vera todavía no cuenta con un PTEL que cumpla con la Ley 5/2010 sobre autonomía local.

## Naturaleza
Destacan los humedales de la laguna de Puerto Rey así como el salar de los Canos.

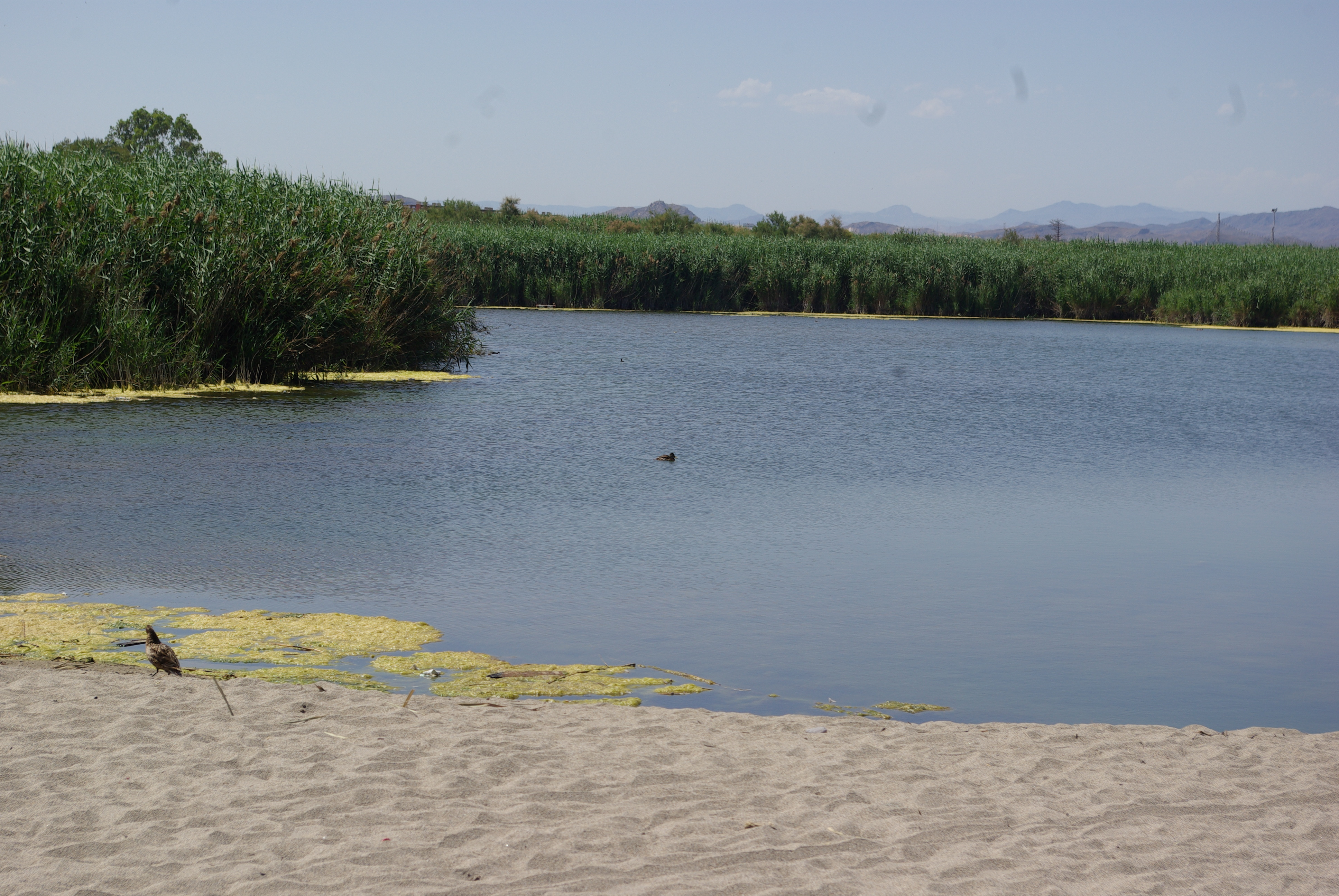
Laguna de Puerto Rey

### Zonas protegidas

#### Zona de Especial Conservación (ZEC) del Río Antas
Ocupa unas 50 ha del río Antas repartidas entre Garrucha y Vera. Pertenece a la Red Natura 2000. Son de especial interés sus ecosistemas fluviales con vegetación de ribera bien conservada, hábitats de interés comunitario así como la presencia de ejemplares de malvasía cabeciblanca.

#### ZEIPIM Fondos Marinos del Levante Almeriense
La Zona Especialmente Protegida de Importancia para el Mediterráneo (ZEIPIM) de Fondos Marinos del Levante Almeriense consiste en una amplia banda litoral de 50 km de largo frente a la costa de Vera y otros municipios de la comarca. Se caracteriza por la naturalidad de sus ricos y diversos fondos marinos, con importante presencia de las praderas de posidonia oceánica más extensas de Almería y la existencia de tortuga boba.

## Historia
La zona de Vera tiene testimonio de poblamientos como el megalito de Cabezo de las Coscojas, del calcolítico o cerro del Pajarraco, con testimonio de poblamiento desde la Edad del Cobre a la púnica y romana. El yacimiento de Cerro del Espíritu Santo indica poblamiento desde época romana como población de tipo rural bajo la influencia de la civitas de Baria, cuyos restos arqueológicos se encuentran en Villaricos. En los siglos VI y VII Baria, como otras poblaciones hispano romanas, sería abandonada y según el historiador José Ángel Tapia Garrido trasladada al cerro del Espíritu Santo. Durante la época del Califato de Córdoba la población de Bayra, situada en el cerro del Espíritu Santo, se encontraba administrativamente en la Cora de Tudmir y en el siglo IX contó con una mezquita aljama. En el siglo XII sería una población fronteriza de vanguardia del Reino de Granada, amurallada y con una fortaleza.
En 1488, durante la Guerra de Granada, fue sitiada por Rodrigo Ponce de León lo que produjo su capitulación el 10 de junio ante Fernando el Católico. El ejército cristiano planta sus reales en las inmediaciones y allí acudirán a prestar juramento de fidelidad los moros de las poblaciones de la comarca. Se constituyó como una población de realengo, comprendiendo Las Cuevas (Cuevas del Almanzora), Teresa, Zurgena y Arboleas, Overa y Lubrín. Sin embargo, para el pago de mercedes reales y servicios prestados durante la guerra la poblaciones de Las Cuevas (1503), Arboleas (1492) y Lubrín se constituirían en señoríos.
En la noche del 9 de noviembre de 1518 sufrió un terremoto extraordinariamente violento, que produjo 150 muertos y devastó totalmente la población situada en el cerro del Espíritu Santo conocida desde entonces como Vera la Vieja. La indefensión ante los piratas berberiscos, falta de viviendas y de infraestructuras de abastecimiento de agua se resolvió con el asentamiento de los supervivientes en una nueva ubicación y su repoblación. Los relatos populares cuentan que tres supervivientes, tras el consentimiento de Carlos I de reconstruir la ciudad, lanzaron una flecha y donde cayó, hicieron levantar el pueblo. Sin embargo, el emplazamiento se eligió para cumplir funciones defensivas. La nueva población se edificó en 1520 y tenía una racional planta cuadrada, cerrada por muros de tapial guarnecidos por ocho torres con almenas y dos puertas Fue entonces cuando se levantó la iglesia-fortaleza de Nuestra Señora de la Encarnación, sobria en el exterior y gótico-mudéjar en su interior, la iglesia de San Agustín, la ermita de la Virgen de las Huertas y la plaza Mayor, corazón de la ciudad.
Con la entrada en Vera de Fernando el Católico, el 10 de junio de 1488, a los mudéjares se les permite vivir y cultivar en lo que será el futuro lugar de Antas (al igual que ocurrió entre Mojácar y Turre). Convertidos en moriscos tras su bautizo sus condiciones de vida fueron mejores que en el resto del reino de Granada. Tras la sublevación de las Alpujarras y ante la cercanía de Abén Humeya, los cristianos de Vera les permiten permanecer dentro de las murallas. Avisadas las tropas lorquinas del cerco puesto a Vera y acudiendo a la ciudad los moriscos huyen, circunstancia que determinará que los veratenses tomen ese día 25 de septiembre como el día de su patrón san Cleofás.
Durante los siglos XVI y XVII las sublevaciones de los moriscos y las incursiones berberiscas a raíz del asalto a Adra de 1620 provocan la inseguridad y las penurias hasta la expulsión de los moriscos del Reino de Granada.
La ciudad de Vera pertenecía al partido de Baza, que era el segundo en extensión del Reino de Granada, en 1787 contaba con 8.133 habitantes, pertenecía a la jurisdicción eclesiástica del Obispado de Almería, era de realengo y tenía como anejos Bédar y Antas. En el siglo XVIII, los intentos de modernización dieron lugar a la creación de la Real Sociedad Económica de Amigos del País de Vera, fundada en 1775.
El siglo XIX se produjo la desamortización del Convento de Nuestra Señora de la Victoria de los Padres Mínimos, que actualmente alberga un museo y el auditorio municipal.
Además, durante la segunda mitad del siglo XIX se produjo un importante desarrollo económico de mano de la actividad minera y metalúrgica en Sierra Almagrera (Cuevas del Almanzora). El veratense Ramón Orozco Jerez fue propietario fundador en 1840 de la mina Observación, una de las cinco minas ricas de sierra Almagrera. Fue un relevante empresario minero y metalúrgico, manteniendo relaciones con los empresarios malagueños de sierra Almagrera como la casa Heredia y haciendo carrera política. Durante esta época la población ascendió a 10.000 habitantes, con un importante incremento en Garrucha, por donde se producía el comercio marítimo derivado de la actividad minera. De esta época data la chimenea de la Fundición San Jacinto del empresario y político Jacinto María Anglada situada en Las Marinas, que forma parte del conjunto de fundiciones del Levante Almeriense. Entre 1860 y 1877 se produjo la segregación de Pulpí y en 1861 se produce la de Garrucha. A finales del siglo XIX se produjo la emigración al coto minero de La Unión.
A partir del último tercio del siglo XX resurgió la economía gracias a su floreciente agricultura de cítricos y productos hortofrutícolas de temporada e industria emprendedora. El litoral de Vera se constituyó como lugar turístico de la Costa de Almería. En 1979 se abrió el Campin Las Palmeras; el establecimiento hoy desaparecido fue el primer campin nudista de España. El Hotel Vera Playa Club, primer hotel naturista de España, fue inaugurado en 1989. A principios del siglo XXI durante el boom inmobiliario algunos miembros del ayuntamiento se vieron afectados por un caso de corrupción urbanística. En la actualidad cuenta con varios desarrollos hoteleros, entre ellos cuatro hoteles de categoría cuatro estrellas, el campo de Golf Valle del Este e infraestructuras turísticas.

## Demografía
Vera cuenta con una población de 19 488 habitantes (INE 2024).
| Gráfica de evolución demográfica de Vera entre 1842 y 2021 |
| |
| Población de derecho según los censos de población del INE Población de hecho según los censos de población del INEEn este censo se denominaba Vera y Pulpí: 1842 Entre el censo de 1860 y el anterior, disminuye el término del municipio porque independiza a Garrucha Entre el censo de 1877 y el anterior, disminuye el término del municipio porque independiza a Pulpí |

| Nacionalidad | Hombres | Mujeres | Total  | %      | Proporción |
| ------------ | ------- | ------- | ------ | ------ | ---------- |
| Española     | 6642    | 6491    | 13 133 | 72.0 % |            |
| Extranjera   | 2657    | 2434    | 5091   | 27.9 % |            |

| Núcleo                   | Total habitantes (2023) | Varones | Mujeres |
| ------------------------ | ----------------------- | ------- | ------- |
| Vera                     | 18891                   | 9632    | 9287    |
| Vera                     | 13166                   | 6595    | 6571    |
| Valle del Este           | 581                     | 294     | 287     |
| Cabuzana                 | 119                     | 59      | 60      |
| Las Marinas              | 1031                    | 544     | 487     |
| Puerto Rey               | 707                     | 380     | 327     |
| Vera-Playa               | 1037                    | 583     | 454     |
| Pueblo Salinas           | 776                     | 404     | 372     |
| Media Legua              | 659                     | 343     | 316     |
| Población en diseminados | 843                     | 430     | 413     |

### Transporte y comunicaciones

#### Conexiones
Carreteras
Se accede a la localidad por la carretera N-340a, antiguo tramo de la autovía A-7 (Algeciras-Barcelona) que tras la construcción de la variante ha quedado solo para el acceso a la localidad. Esta carretera tiene dos enlaces con la autovía A-7 y en uno de ellos se enlaza también con la carretera A-1200 (Vera-Garrucha). También se encuentra la autopista AP-7 que conecta el municipio con Cartagena. 
| Identificador | Denominación                                    | Itinerario                                        |
| ------------- | ----------------------------------------------- | ------------------------------------------------- |
| N-332         | N-332 Vera-Valencia                             | Vera (N-332)-Valencia (RM-332)                    |
| N-340a        | N-340a Acceso a Vera                            |                                                   |
| A-1200        | Vera-Garrucha                                   | Vera (A-352)-Garrucha (A-370)                     |
| A-352         | De la N-340 a la N-332 por Cuevas del Almanzora | A-352 - Vera-Cuevas del Almanzora-N-332 (Águilas) |

Ferrocarril
La conexión de la alta velocidad con la Región de Murcia transcurre por el municipio, donde hay proyectada una estación de tren.
Autobús
En el municipio se encuentra una estación de autobuses, donde hay transporte a Almería y a Cartagena, además de al resto de municipios de la comarca y al hospital de Huércal-Overa.
Transporte aéreo
El aeropuerto más cercano es el de Aeropuerto de Almería que se encuentra a 81 kilómetros. A 8 kilómetros se encuentra el Aeródromo de Garrucha, cuya pista es de tierra y se utiliza para aterrizajes de emergencia.

#### Transporte urbano
Autobús
Hay una línea regular de autobús urbana, la Línea 20, que conecta los disitntos núcleos del municipio entre sí con las playas. Funciona de lunes a sábado en época estival.
Taxi
Existe una empresa de taxis, que presta el servicio las 24 horas, además de otros servicios a otras ciudades, aeropuertos o más específicos como acompañamiento a hospitales y espera.

## Economía
Núcleo comercial del Levante Almeriense, con mercado tradicional los sábados, al que acuden agricultores de toda la zona para vender directamente sus productos.

### Evolución de la deuda viva municipal
El concepto de deuda viva contempla sólo las deudas con cajas y bancos relativas a créditos financieros, valores de renta fija y préstamos o créditos transferidos a terceros, excluyéndose, por tanto, la deuda comercial.
| Gráfica de evolución de la deuda viva del Ayuntamiento entre 2008 y 2022                                         |
| |
| Deuda viva del Ayuntamiento de Vera, en miles de euros, según datos del Ministerio de Hacienda y Función Pública |

## Símbolos
Vera consiguió una autorización por parte de la Junta de Andalucía para adoptar sus símbolos en enero de 1997, pero no ejerció ese derecho con su bandera hasta noviembre de 2004. El municipio cuenta con un escudo, bandera, e himno adoptados de manera oficial.

### Escudo
Su descripción heráldica es la siguiente:

En campo de plata una llave, de sable, acostada por sendos castillos, donjonados de tres torres, al natural, abiertas, puestas sobre rocas, al natural, movientes desde la punta del escudo; bordura cosida de plata con la leyenda, en letras de sable
«Quien aquí ve esta ciudad en este llano formada, fue ponerle freno al turco y una llave a toda España». Soporte un águila 
imperial que es bicéfala y de sable, armada, linguada y coronada a la antigua de oro. Al timbre corona imperial.

### Bandera
La enseña del municipio tiene la siguiente descripción:

Bandera rectangular vez y media más larga, del asta al batiente, que ancha, de color rojo carmesí, carga el escudo municipal referido, ajustará su eje geométrico al eje del vexilo.

### Himno
En enero de 2025 el municipio adoptó como himno oficial una habanera escrita por Ezequiel Navarrete Garres y con música de Antonio Martínez Nevado, datada en 1972.

## Administración y política

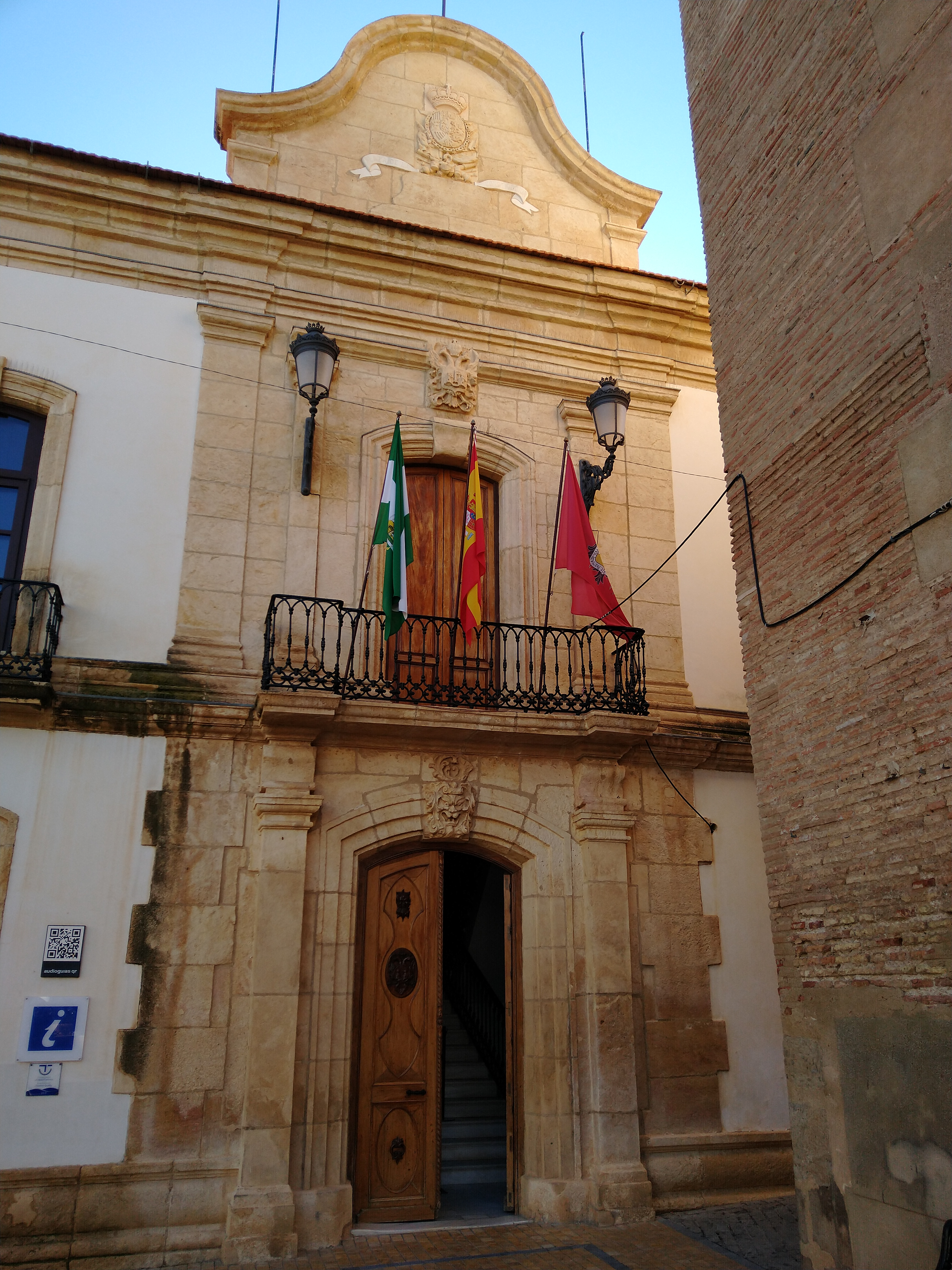
Ayuntamiento de Vera en la plaza Mayor (1882), alberga el museo histórico municipal

### Gobierno municipal
Los resultados en Vera de las últimas elecciones municipales, celebradas en mayo de 2019, son:
| Legislatura | Nombre                                                     | Partido Político |
| ----------- | ---------------------------------------------------------- | ---------------- |
| 1979-1983   | César Martín Cuadrado                                      | PSOE             |
| 1983-1987   | César Martín Cuadrado                                      | PSOE             |
| 1987-1991   | César Martín Cuadrado                                      | PSOE             |
| 1991-1995   | César Martín Cuadrado                                      | PSOE             |
| 1995-1999   | Félix López Caparrós                                       | PA               |
| 1999-2003   | Félix López Caparrós                                       | PA               |
| 2003-2007   | Félix López Caparrós                                       | PA               |
| 2007-2011   | Félix López Caparrós                                       | PA               |
| 2011-2015   | José Carmelo Jorge                                         | PP               |
| 2015-2019   | Félix López Caparrós                                       | PA               |
| 2019-2023   | José Carmelo Jorge (2019-2023) Alfonso García Ramos (2023) | PP               |
| 2023-act.   | Alfonso García Ramos                                       | PP               |

| Partido político                          | 2023  | 2023       | 2019  | 2019       | 2015  | 2015       | 2011  | 2011       | 2007  | 2007       | 2003  | 2003       | 1999  | 1999       |
| Partido político                          | %     | Concejales | %     | Concejales | %     | Concejales | %     | Concejales | %     | Concejales | %     | Concejales | %     | Concejales |
| Partido Popular (PP)                      | 55,01 | 10         | 58,38 | 12         | 40,77 | 8          | 43,13 | 8          | 13,94 | 2          | 10,52 | 1          | 14,83 | 2          |
| Partido Andalucista (PA)                  | —     | —          | —     | —          | 37,87 | 7          | 35,97 | 7          | 62,75 | 11         | 72,24 | 10         | 55,62 | 7          |
| Partido Socialista Obrero Español (PSOE)  | 14,68 | 2          | 28,77 | 5          | 11,43 | 2          | 15,31 | 2          | 22,38 | 4          | 58,75 | 2          | 29,66 | 4          |
| Vox                                       | 5,68  | 1          | 3,41  | 0          | 1,45  | 0          | —     | —          | —     | —          | —     | —          | —     | —          |
| Unión de Ciudadanos Independientes (UCIN) | 20,65 | 4          | —     | —          | —     | —          | —     | —          | —     | —          | —     | —          | —     | —          |

### Organización territorial
El municipio veratense comprende los núcleos de población de Vera —capital municipal y sede de un partido judicial propio—, Urbanización Cabuzana, Las Marinas, Media Legua, Pueblo Salinas, Puerto Rey, Valle del Este, Vera-Costa y Vera-Playa.

### Justicia
En el municipio se encuentran los juzgados, ya que el partido judicial de Vera nº4 de Almería tiene su sede.

## Servicios

### Educación

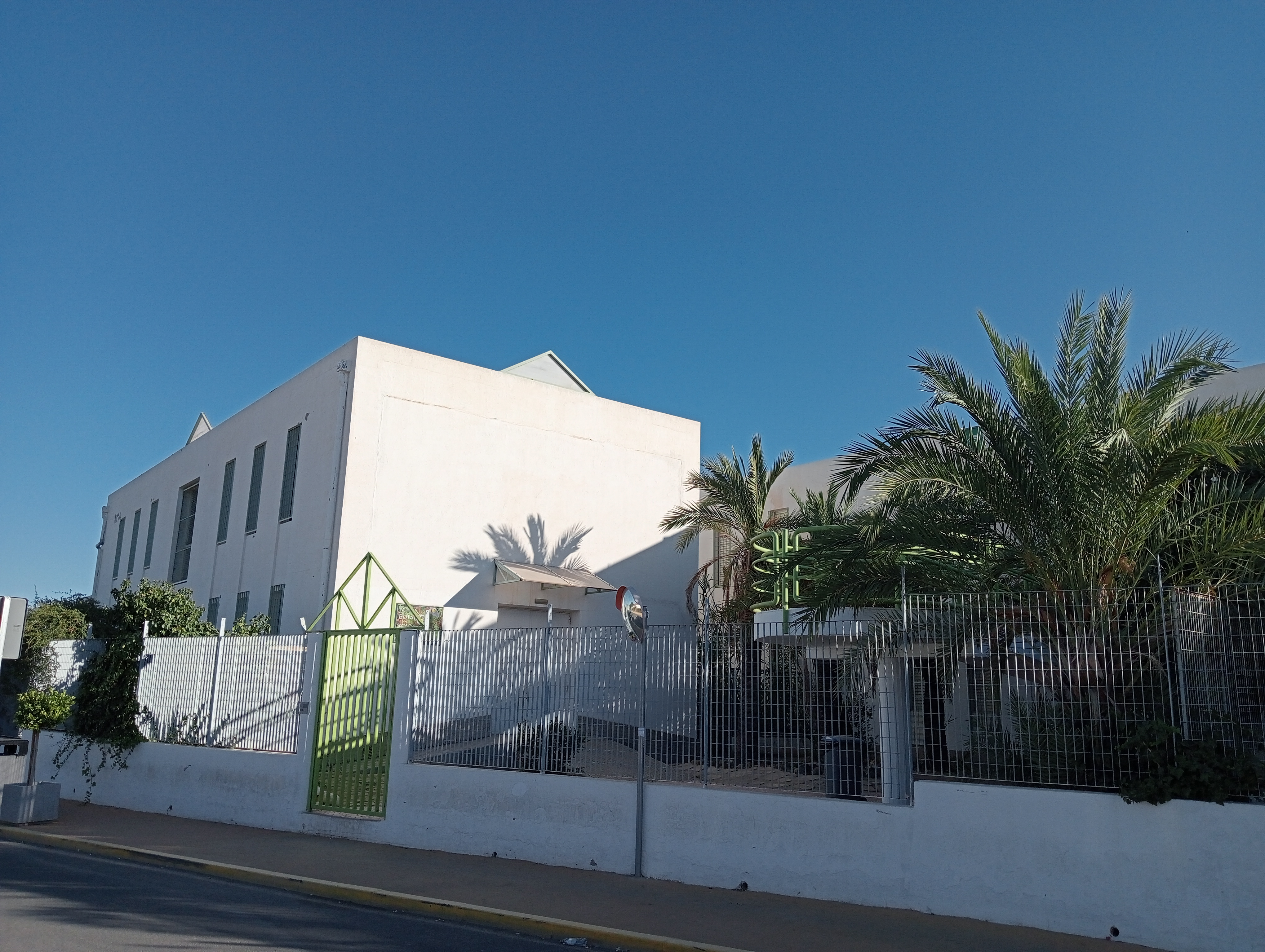
IES El Palmeral

Está dotada con los centros de educación infantil y primaria (CEIP) Ángel de Haro, Los Cuatro Caños, y Reyes Católicos. Además, se encuentran los institutos de educación secundaria (IES) Alyanub y El Palmeral. En Vera se encuentran además los centros privados Valdeserra y Ludenia. Está dotada con la escuela de música Diego Garrido López y el Centro de Educación Permanente de Adultos Barea.

### Sanidad
Cuenta con un centro de salud en Vera y un consultorio auxiliar en Puerto Rey. Tiene como hospital de referencia el Hospital de la Inmaculada.

### Seguridad
Existe un puesto y destacamento de la Guardia Civil y un cuartel de policía local.

## Cultura

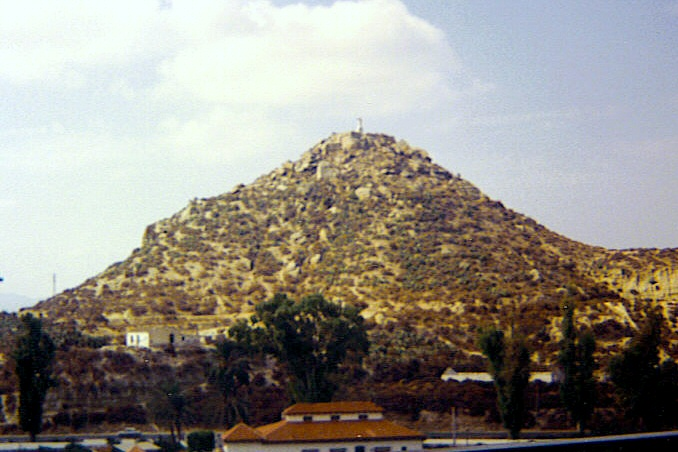
Cerro del Espíritu Santo

### Patrimonio
Civil
- Casa Orozco: Construida en el siglo XIX por los propietarios de empresas mineras, de estilo neoclásico e historicista, dispone de tres plantas.[46]

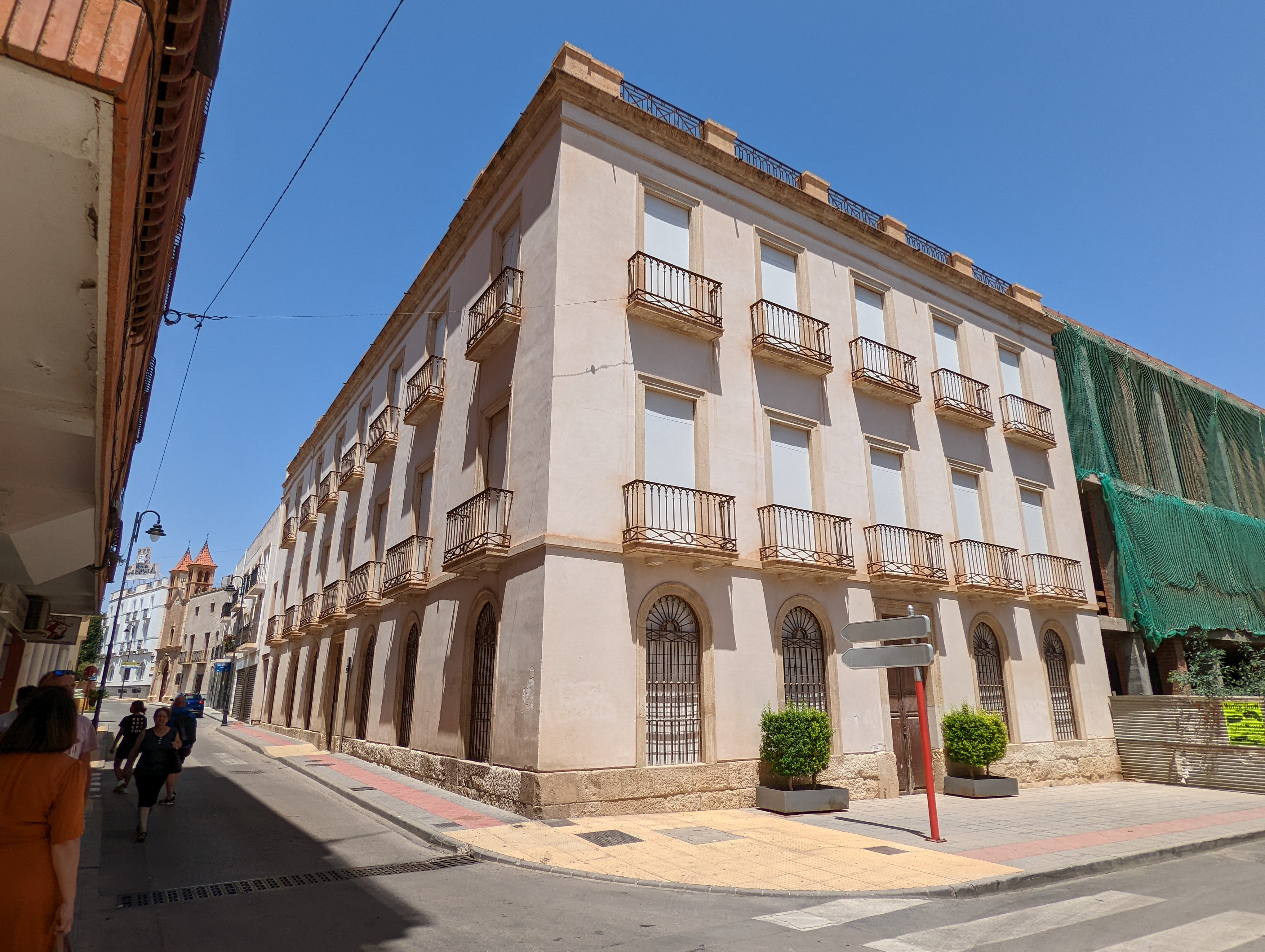
Casa Orozco

- Casa OrozcoAyuntamiento: edificio de dos plantas de estilo historicista, dispone de una fachada decorada con sillería. Además de albergar las depencias municipales y el Museo de Oficios, dispone del Archivo Histórico, que alberga documentos desde 1486.[47]
- Plaza de toros: Fue construida en 1879 de estilo neoárabe. Alberga el Museo taurino.
- Cuenta con el yacimiento arqueológico del cerro del Espíritu Santo, donde existen restos de un castillo, aljibe y murallas medievales, la antigua ciudad hispano-musulmana de Bayra y construcciones de la Edad del Cobre. Cuenta con un mirador y una imagen del Sagrado Corazón de Jesús.[48]

Religioso
- Iglesia fortaleza de Nuestra Señora de la Encarnación (1521-1524) está declarada como Bien de Interés Cultural. Responde a la estructura mudéjar-andaluz tipo fortaleza para cumplir a su vez con un fin defensivo. Su interior es de estilo gótico tardío, con un retablo mayor realizado en pino canadiense añadido en el siglo XVIII con alusiones a la preopcupación de los ataques moricos.[49]

- Iglesia de San Agustín: Ubicado sobre el antiguo Hospital construido en 1520, se alza sobre la antigua ermita. El edificio de estilo tardobarroco, construido en el siglo XVIII es de una sola nave y tiene ornacinas entre los contrafuertes interiores que tienen adosadas unas pilastras de orden toscano.[50]

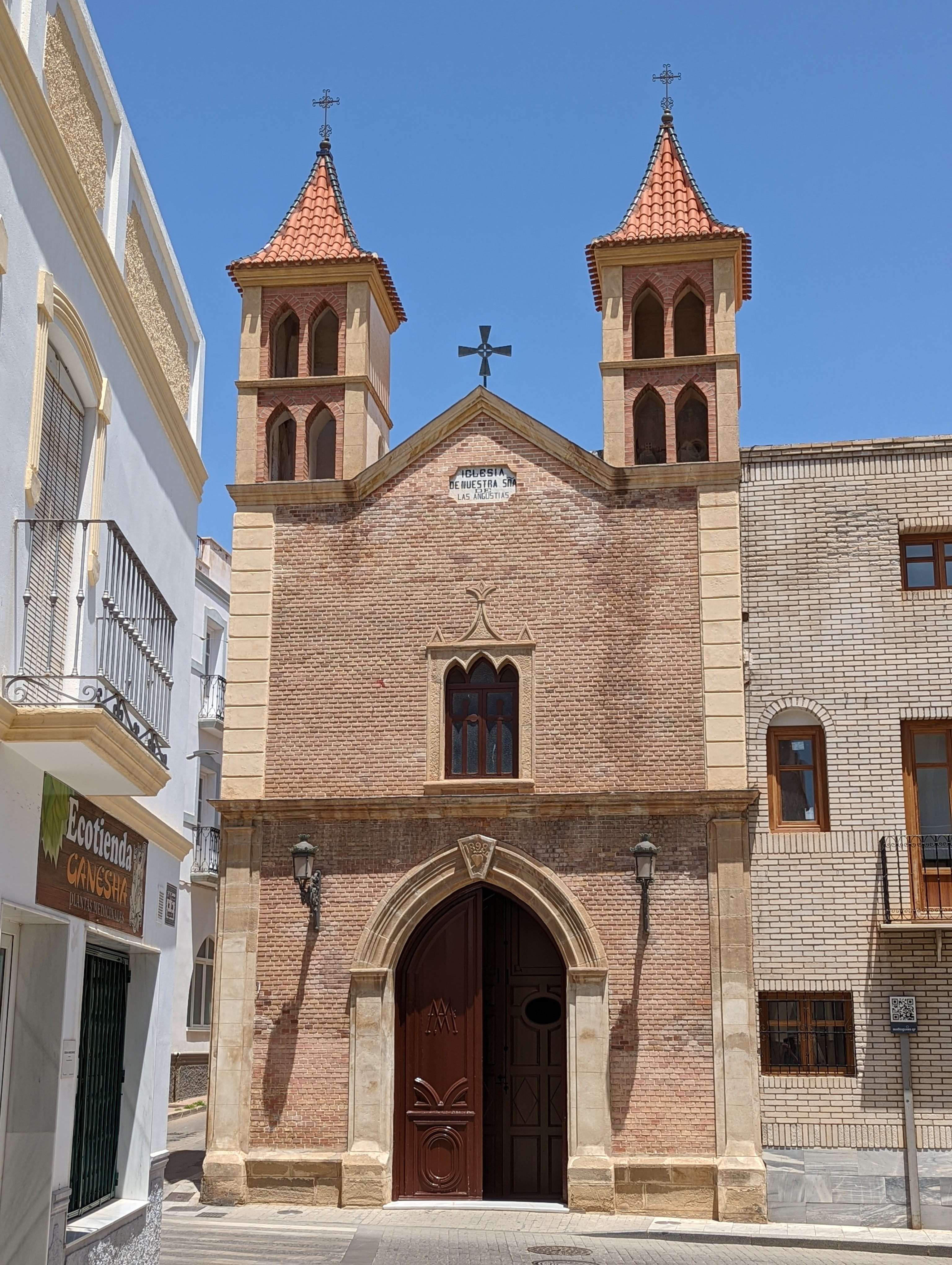
Iglesia de Nuestra Señora de las Angustias

- Iglesia de Nuestra Señora de las AngustiasErmita de la Virgen de las Angustias. Es un edificio del siglo XVII, con profundas reformas a finales del siglo XIX, que le han otorgado un estilo neogótico con algunos elementos del neobarroco. Es de una única nave con tres tramos y alberga la imagen de la patrona de Vera, además de un retablo ecléctico del siglo XX.[51]
- Ermita de la Virgen de las Huertas y ermita de San Ramón (siglo XVIII)

Natural

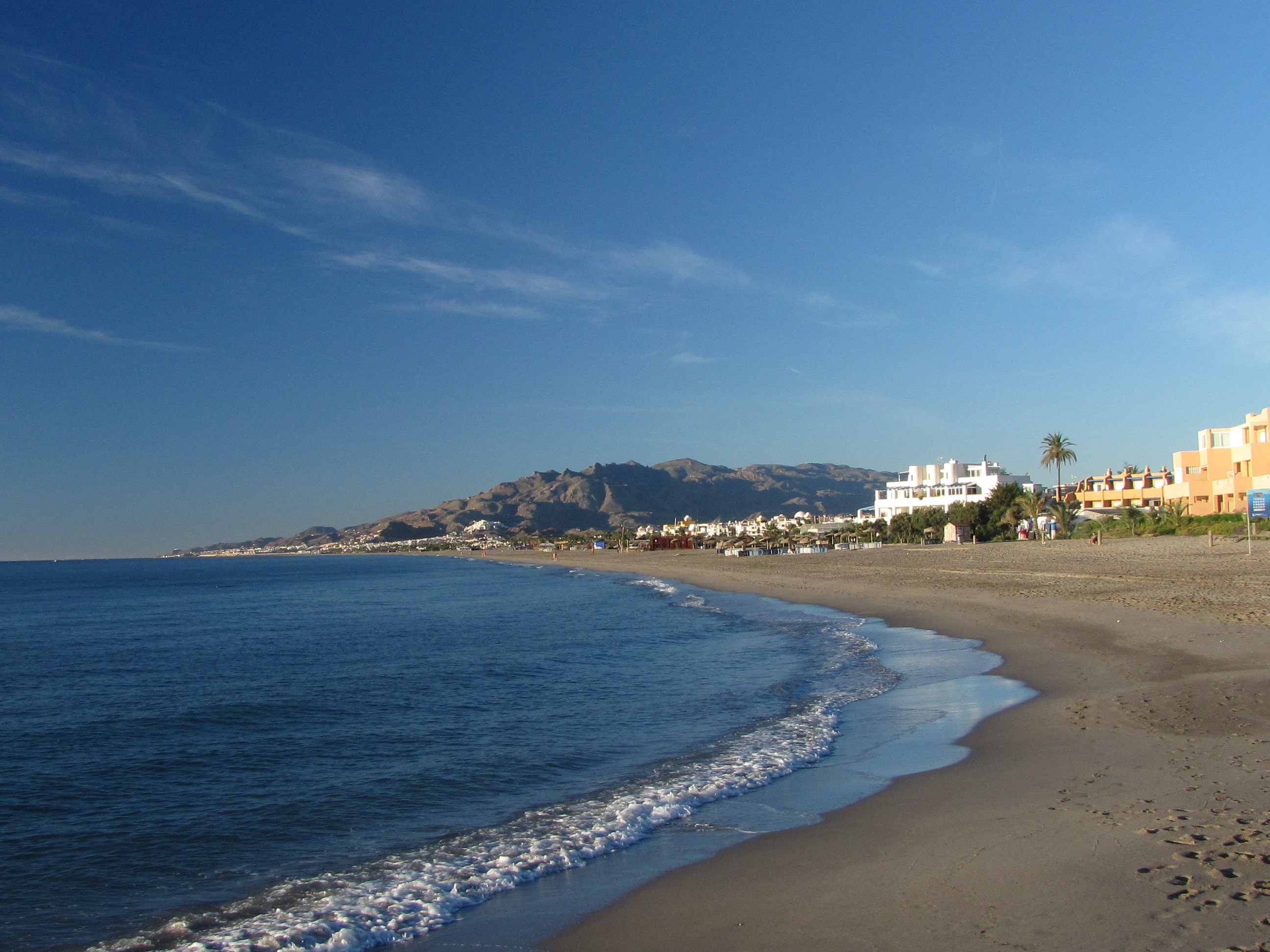
Playa del Playazo, Vera Playa

Las playas del municipio son: de norte a sur, Cala Marqués, el Playazo (no confundir con el Playazo de Rodalquilar), Puerto Rey y Las Marinas-Bolaga, con una extensión total de 5 km. El nudismo se practica en el tramo norte de la playa el Playazo. Se trata de playas de fácil acceso, con buenos servicios y equipamientos.

### Entidades culturales
Museos
Vera con una red de museos municipales integrada por 9, que se reparten por el municipio:
- Museo-parque temático etnoarqueológico: Reproducción de una cabaña de la Edad del Cobre como centro de interpretación de la Cultura de Los Millares.
- Museo Conventual de la Orden de Los Padres Mínimos: Compuesta por la iglesia del antiguo convento que data del siglo XVII, se utiliza como sala de exposiciones y como museo Conventual de la orden, desde su fundación hasta la Desamortización de Mendizábal en el siglo XIX.[55]

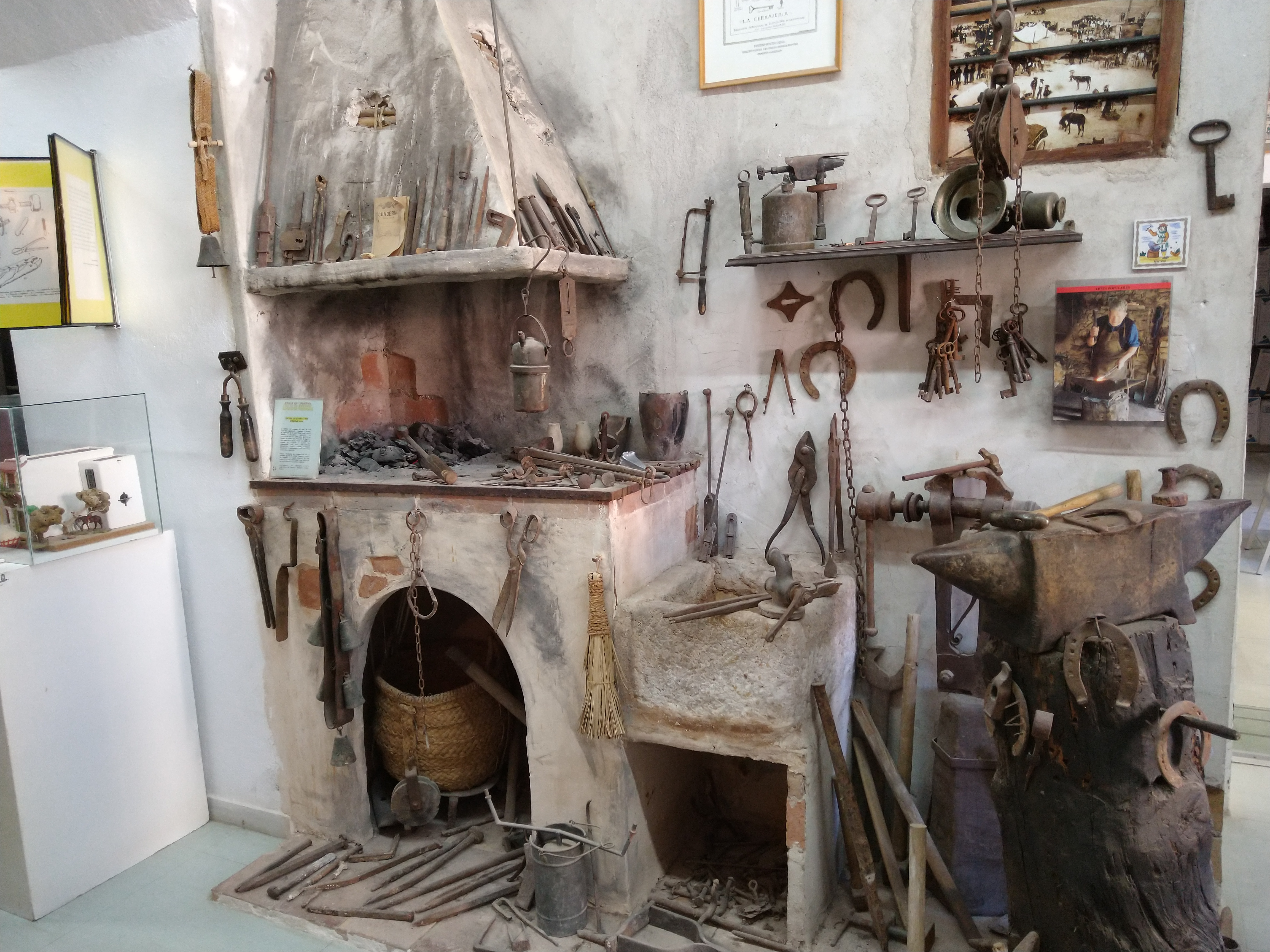
Interior del Museo Histórico de Vera

- Interior del Museo Histórico de VeraCentro de interpretación de la Cultura del Agua: Compuesto por la fuente de los Cuatro Caños, de origen árabe y transformada en el siglo XIX con su forma actual y el lavadero municipal, que fue construido en el siglo XX.
- Museo histórico municipal- Museo de los oficios gremiales: Recrea diversos oficios típcios de la comarca con la exposición de útiles y herramientas, así como el mobiliario de una casa rural de Vera de mediados del siglo XX.
- Museo centro de interpretación de la Ciudad Medieval de Bayra: situado en la ermita del cerro del Espíritu Santo expone piezas arqueológicas y repasa la historia documental del yacimiento.
- Museo taurino: ubicado en el interior de la plaza de toros repasa la historia de la tauromaquia en el municipio, con la exposición d eobjetos, trajes y carteles.
- Museo-centro de interpretación del Hábitat Rural (CENIHA): Muestra el Patrimonio Natural y Cultural del municipio desde todos los ámbitos: etnológico, histórico, arquitectónico, artístico...
- Museo de Escultura Contemporánea al Aire Libre:Conjunto museístico de esculturas realizadas en mármol blanco.
- Centro de interpretación Paleontológica. Museo de Fósiles Marinos: Formado por una exposición de fósiles entre los que destacan los restos de una ballena prehistórica.

### Patrimonio cultural inmaterial
Festividades

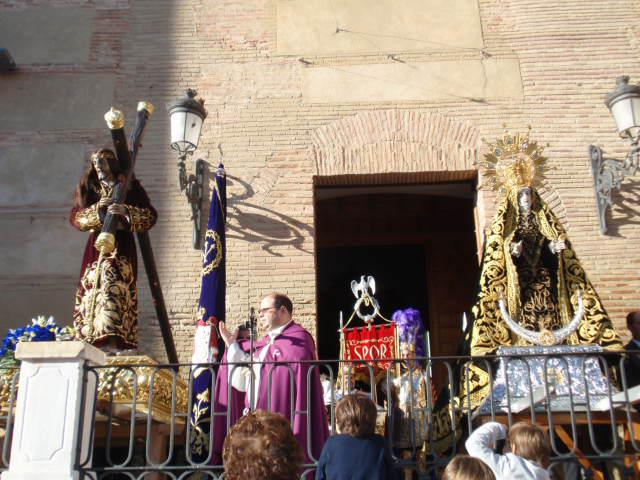
Pregón del Judío en Viernes Santo

La Semana Santa de Vera es de interés turístico andaluz, albergando varias procesiones a lo largo de la misma. Existen cuatro hermandades: Jesús Nazareno, Virgen de las Angustias, San Juan y Virgen de los Perdones; el Grupo San Cleofás y la Mayordomía de San Antón. Se desarrolla de la siguiente forma:

##### Domingo de Ramos
Desfile de la Borriquita por la localidad por el Grupo San Cleofás. Antes de la procesión las palmas son bendecidas.

##### Lunes Santo
Viacrucis desde la iglesia parroquial.

##### Martes Santo
Desfilan la Hermandad Infantil y Juvenil de la Virgen de los Perdones y Jesús de la Esperanza. La Virgen de la Soledad es procesionada por niños entre 8 y 12 años, el Paso de Jesús de la Esperanza por jóvenes entre 12 y 18 años y la Virgen de los Perdones entre jóvenes entre 18 y 21 años. 

##### Miércoles Santo
Desde 2017 se procesionan por la Mayordomía de San Antón el Cristo Cautivo y la Virgen de la Pureza, un paso es portado por hombres y el otro por mujeres. Salen desde la ermita de San Antón y en el recorrido son recibidos por saetas.

##### Jueves Santo

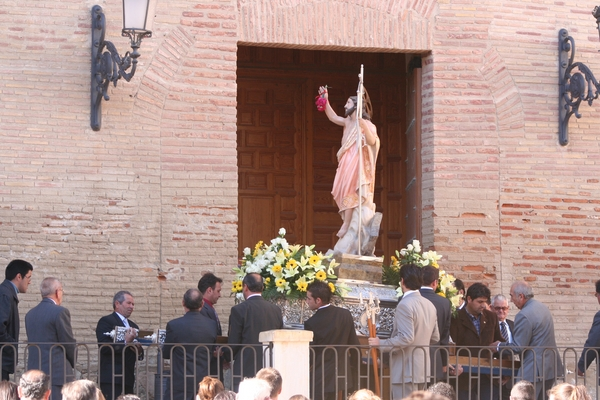
Procesión de Jesús resucitado en Domingo de Resurrección

Procesión de la Real y Venerable Hermandad de San Juan Evangelista y Santísimo Cristo de la Misericordia que lleva tres pasos: La Oración en el Huerto, llevada a costal, el Cristo de la Misericordia llevada por hombres de trono y la Virgen de Gracia y Esperanza que también es portada a costal. 

##### Viernes Santo
Por la mañana se procesiona a Nuestro Padre Jesús Nazareno desde la ermita de San Ramón hasta la plaza Mayor. Allí un soldado romano lee el "Pregón del Judío" donde se lee la sentencia de Poncio Pilato. Desde 2017 se lee el "Pregón del Ángel", desaparecido en 1958, donde un grupo de niños vestidos de ángel recitan el texto donde Jesús acepta su sentencia. Después la Real Archicofradía de Nuestro Padre Jesús Nazareno procesiona a la Virgen de la Piedad Coronada. Por la noche procesiona la Ilustre y Venerable Hermandad de Nuestra Señora la Santísima Virgen de las Angustias (Santo Entierro) con el Cristo de la Columna y el Santo Sepulcro.

##### Sábado Santo
Se celebra la Vigilia Pascual en la iglesia.

##### Domingo de Resurreción
Se procesiona al Resucitado donde a lo largo del recorrido se le van haciendo regalos que se subastan al finalizar la misma en la puerta de la ermita de San Ramón. 

### Gastronomía
Además de los pescados de la zona, Vera tiene varios platos típicos como
gurullos con conejo, torticas de avío, ajo colorao, guiso de pelotas, olla de trigo, solomillo de cerdo al estilo mudéjar, tarta borracha de los Padres Mínimos de Vera, bizcocho de dátiles, pelotas o Tortas de aceite.[cita requerida]
Los ciudadanos de Vera suelen consumir muchos de estos platos típicos en el día de la Vieja, una fiesta típica de la localidad que se celebra en marzo y que consiste en que los niños pequeños apalean y lanzan piedras a un muñeco de una vieja hecho de papel que contiene chucherías en su interior.

## Deporte

### Instalaciones deportivas
En el municipio se encuentran una serie de instalaciones deportivas de titularidad municipal:
- Pabellón deportivo Blas Infante: formado por una pista polideportiva de parqué y una capacidad para 2000 espectadores.
- Ciudad deportiva: formada por dos campos de fútbol 7 de césped artificial y una pista de atletismo de 400 metros.
- Campo de fútbol de Las Viñas: campo de fútbol de césped artificial que fue rmeodelado y ampliado en 2008.
- Piscina Cubierta "Mariana Pineda": Formada por un vaso de 25 x 12,5 y otras instalaciones.

Además cuentan con instalaciones de iniciativa privada del centro deportivo Puerto Rey. Además, se encuentra el Aeródromo de Vera (LEXX) para la aviación deportiva y el Club de Golf Valle del Este Resort.

### Entidades deportivas
En fútbol está el CD Vera, que disputó diversas temporadas en tercera división y que actualmente juega en Primera Andaluza. 

### Eventos deportivos
En el año 2006, fue subsede de la Copa del Rey de Balonmano 2006, donde se disputaron varios partidos en el Pabellón Blas Infante.

## Localidades hermanadas
- Benamaurel, España[61]
- Lorca, España[62]
- Muchamiel, España[61]
- Ringerike (Noruega) [63]